# Officina Polvorín

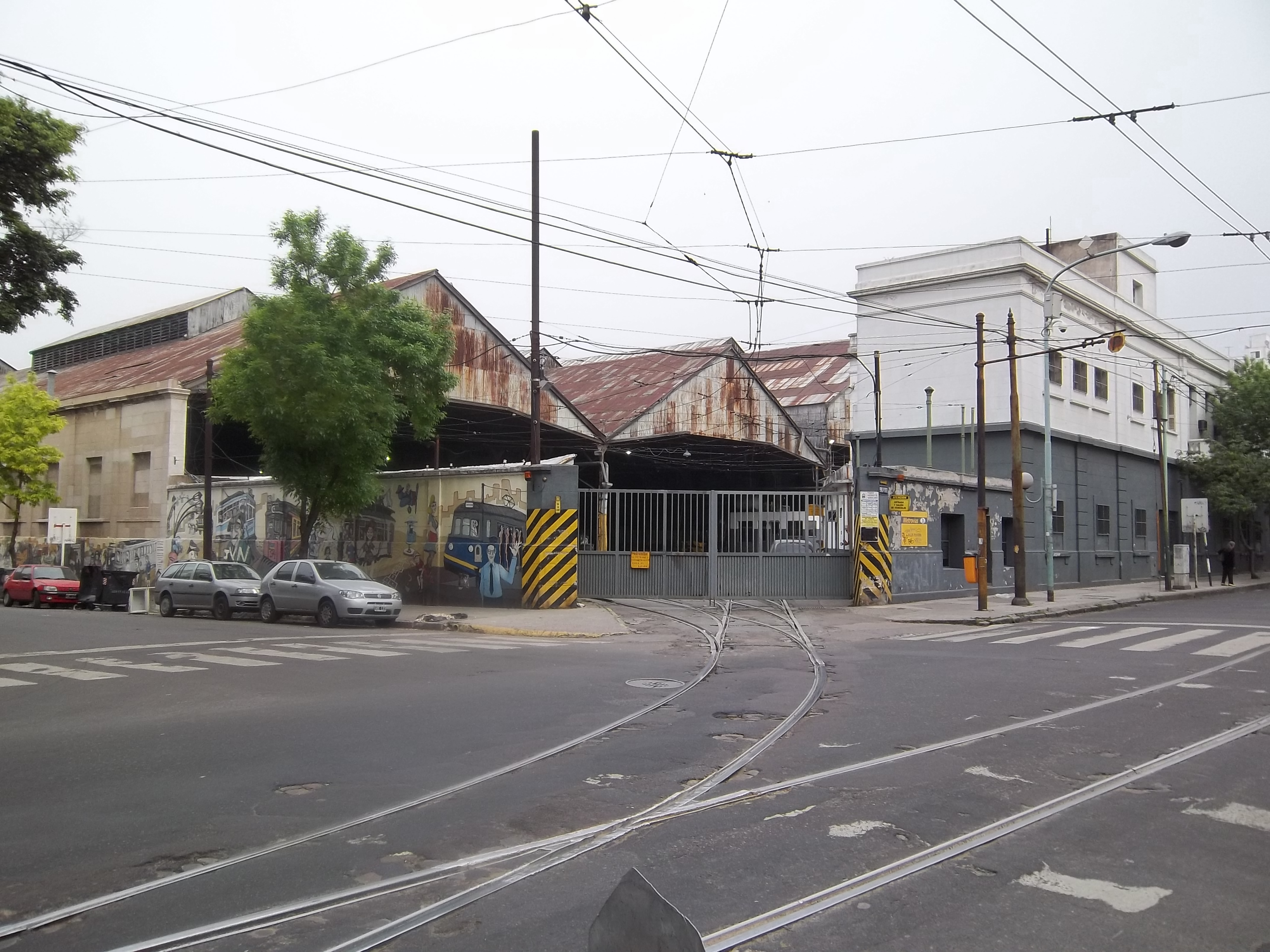
Veduta esterna dell'officina. Si notino i binari dei tram e le linee aeree.

L'Officina Polvorín (spagnolo: Taller Polvorín) è un'officina di deposito e manutenzione di materiale rotabile a Buenos Aires che serve primariamente la Linea A della metropolitana di Buenos Aires. Serve
anche come principale area di deposito e restauro per l'Associazione degli amici del tram (AAT), che gestisce una tranvia storica nel quartiere di Caballito, vicino a dove è ubicata l'officina.

## Storia

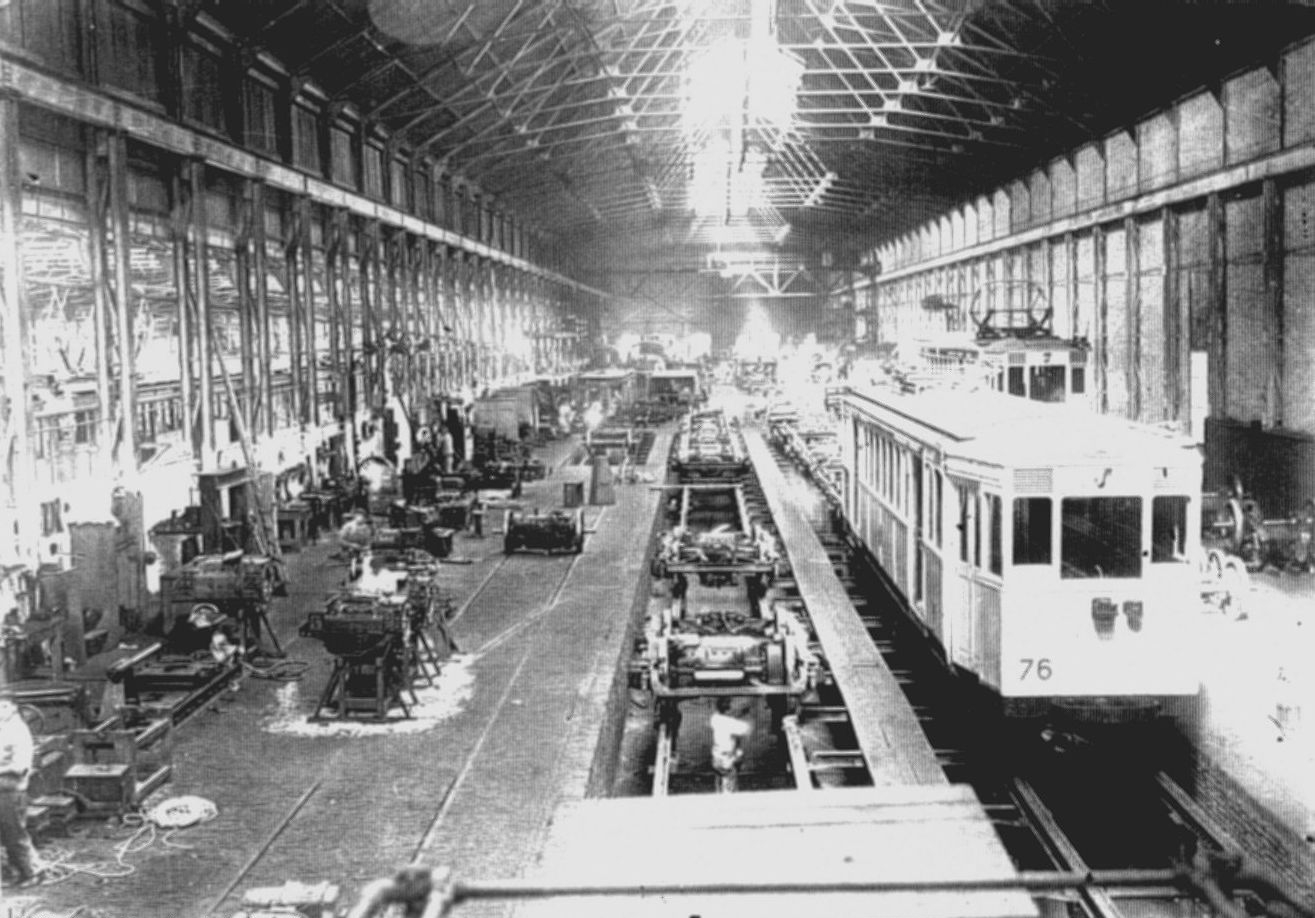
Interno dell'officina che ospita le vetture La Brugeoise (1913).

L'officina fu costruita nel 1914 dalla Compagnia tranviaria angloargentina (Anglo-Argentine Tramway Company, AATC) per riparare e ospitare la sua rete di tram sotterranei, che in seguito divenne la Linea A della metropolitana. Allo stesso tempo, serviva anche la gran parte dell'allora vasta rete tranviaria di Buenos Aires, benché solo le linee gestite dall'AATC.
Nel 1980, l'officina divenne la sede centrale dell'AAT, che vi ospita e restaura la sua crescente collezione di tram antichi. Nel 2008, l'Assemblea legislativa della Città di Buenos Aires concesse lo status di protezione all'officina come parte del patrimonio culturale della città, che include i suoi binari e la sezione della galleria che unisce l'officina alla stazione di Primera Junta.
Negli anni recenti l'officina - che un tempo aveva servito anche le linee    - ha avuto un ruolo decrescente nella metropolitana in seguito alla costruzione di nuove officine sulle linee D ed E e sta sempre più spostando l'attenzione sulla sua funzione all'interno dell'AAT e sul deposito e restauro delle vetture La Brugeoise.

## Galleria d'immagini

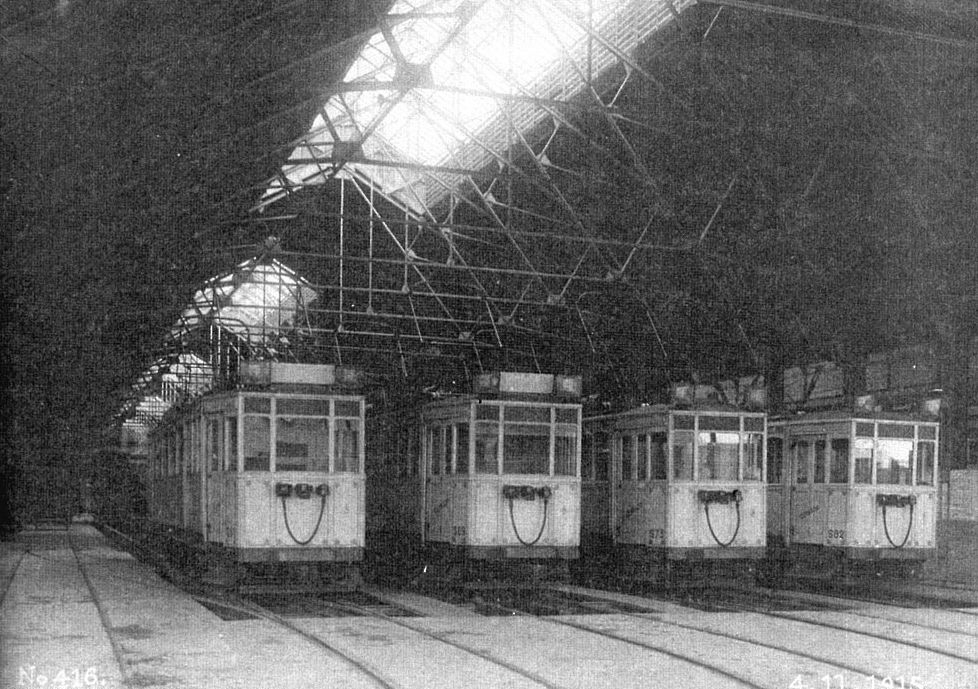
Vetture La Brugeoise dell'AATC prima della conversione sotterranea (1913)
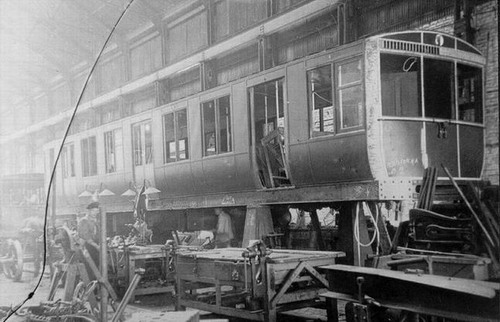
Vetture La Brugeoise mentre vengono convertite (1928)
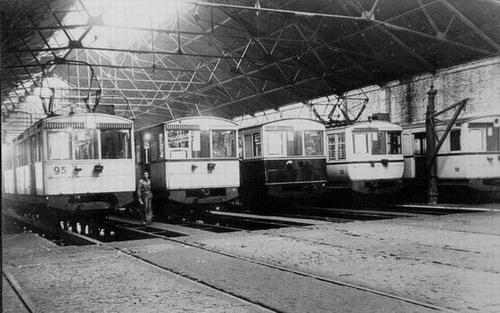
Vetture La Brugeoise dopo la conversione (1939)
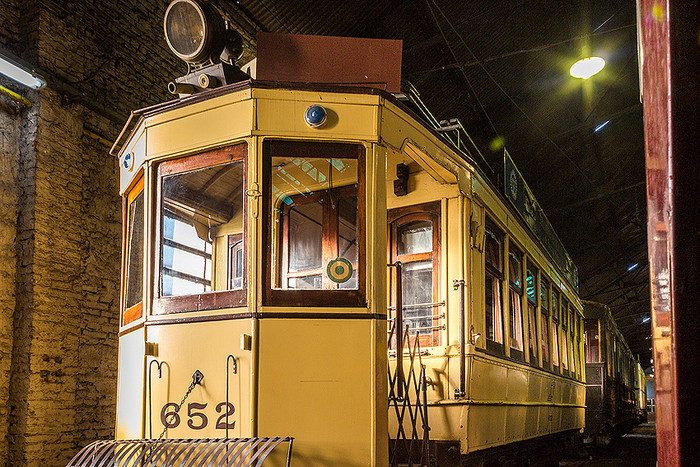
Un tram dell'AAT nell'officina
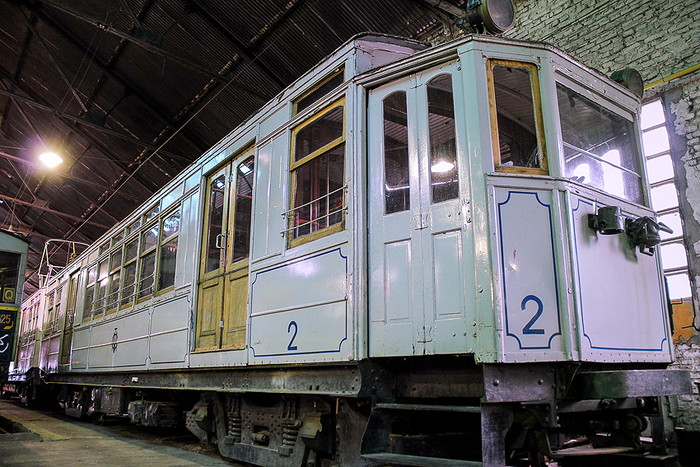
Un UEC Preston dell'AAT presso l'officina
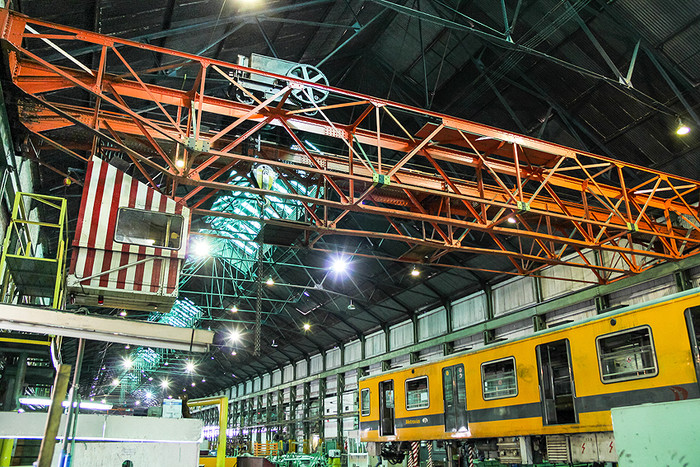
Attuale interno dell'officina
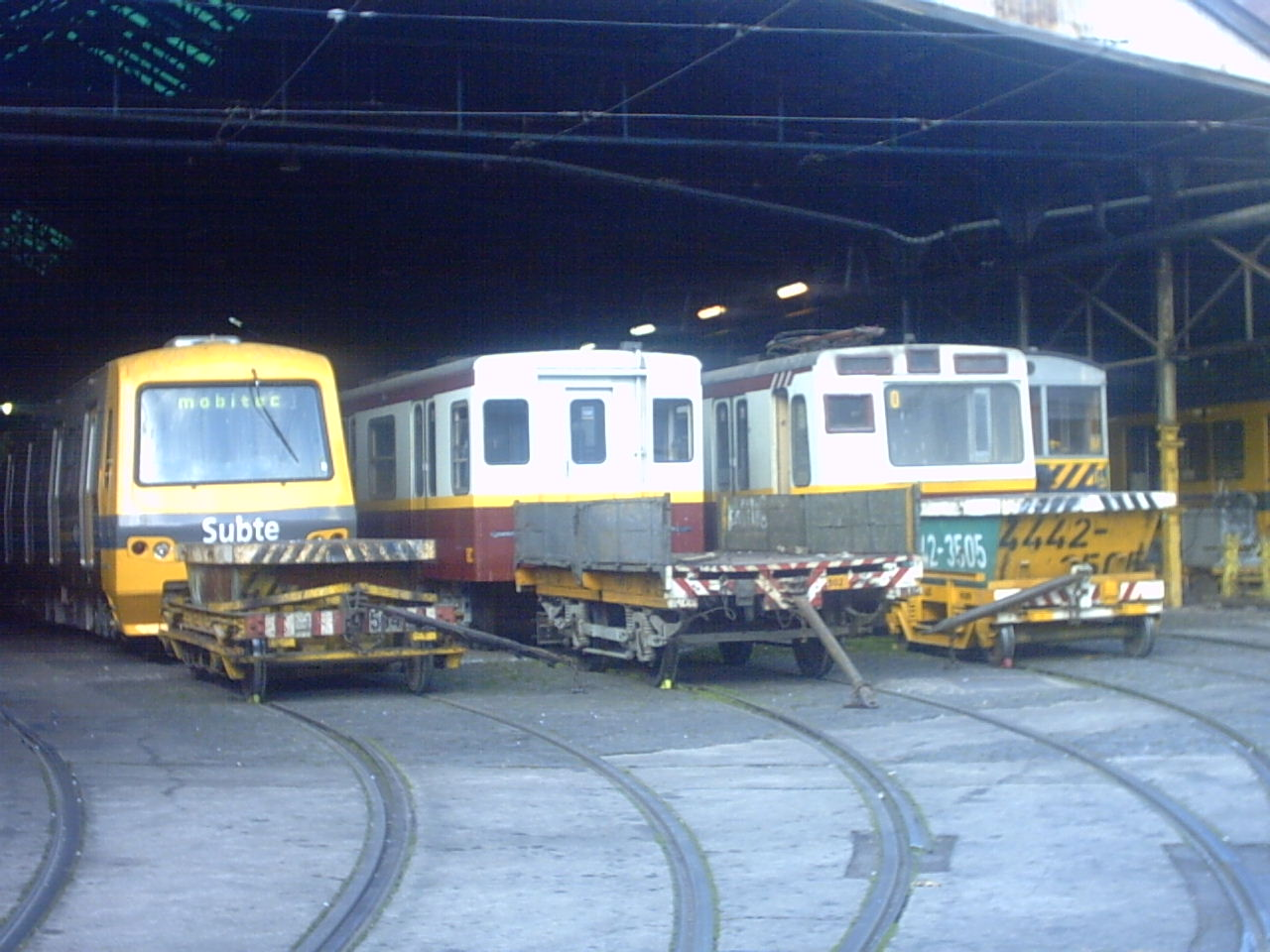
Materiale rotabile dismesso accanto a un treno Alstom della Linea D